# Ocotea bragae
Ocotea bragae är en lagerväxtart som beskrevs av B. Coe-teixeira. Ocotea bragae ingår i släktet Ocotea och familjen lagerväxter. Inga underarter finns listade i Catalogue of Life.